# Ləki
Ləki è un comune dell'Azerbaigian situato nel distretto di Ağdaş. Conta una popolazione di 3 941 abitanti.